# Дієта
Діє́та (грец. δίαιτα — «спосіб життя, режим харчування», інколи раціон) — раціон, режим та сукупність правил споживання їжі людиною або іншим живим організмом.

## Значення дієти

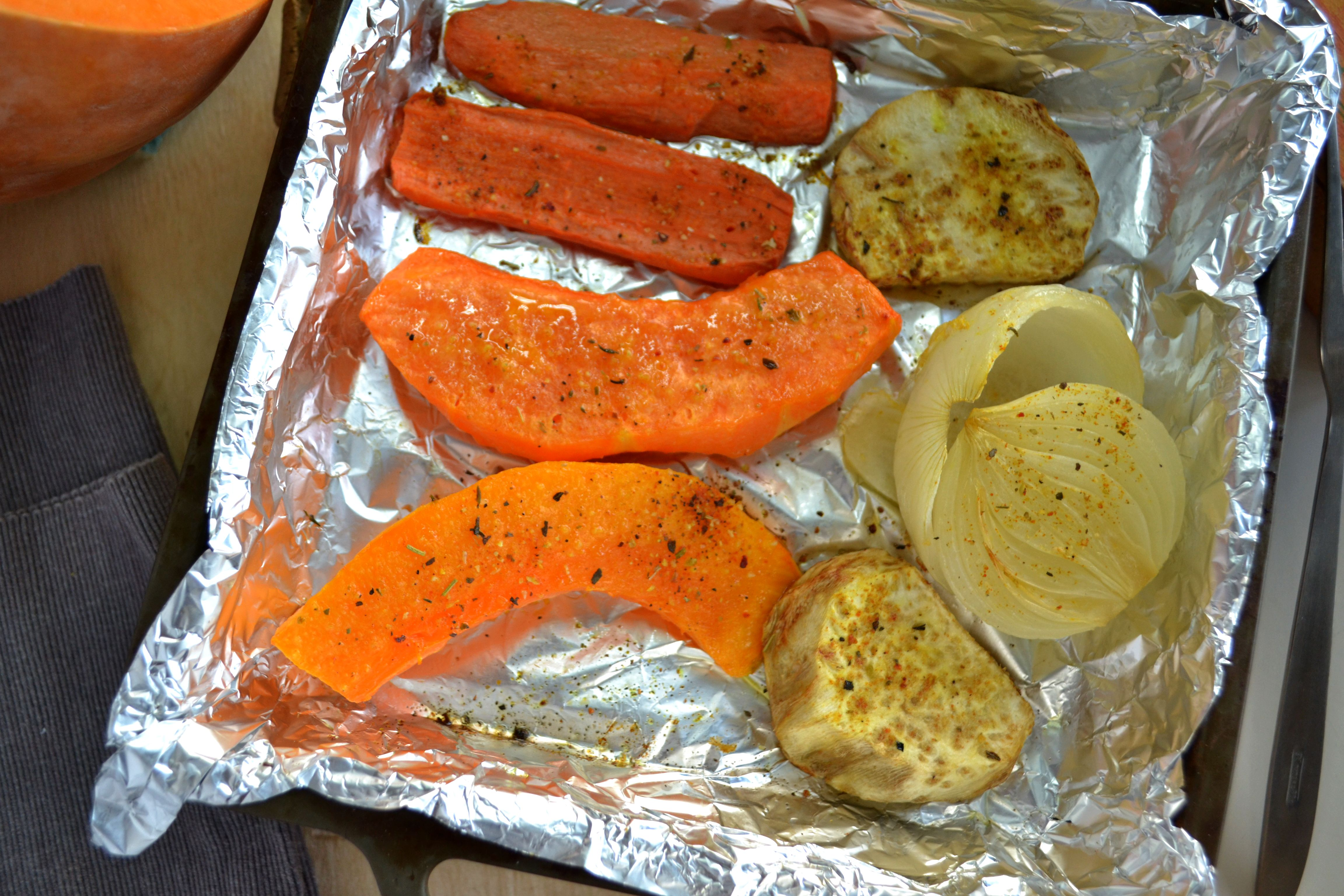
Печені овочі

Дієта впливає на здоров'я людини, тому перш ніж вибрати дієту, слід проконсультуватися з лікарем-дієтологом або лікарем-гастроентерологом.
Дієта передбачає врахування хімічного складу, фізичних властивостей, калорійності, ступеню кулінарної обробки їжі, часу, тривалості та інтервалів вживання їжі. 
Дієта як спосіб дієтотерапії в медицині застосовується як компонент лікування, терапії чи реабілітації, чи покращення стану пацієнта, який має професійні і/або хронічні захворювання. При харчовій алергії дієта передбачає  виключення з харчуванні їжі чи елементів їжі, які викликають алергічні реакції.
Раціон харчування населення деяких африканських та азійських племен та країн по своїй суті може вважатися дієтою. Разом з тим, дієти різних культур можуть суттєво відрізнятися та включати або виключати конкретні продукти харчування, що пов'язано з віруваннями, релігією та традиціями.

## Види дієт
Дієти поділяються на медичні та популярні. 

### Медичні дієти
Розробкою та рекомендаціями дієти для хворого займається лікар дієтолог, опираючись на знання з дієтології — науки про лікувальне харчування. Допомагає лікарю медична сестра з дієт (розм. дієтсестра). Призначення дієти виходить з функціональних, патоморфологічних, обмінних, ензимних та інших порушень в організмі людини. Правильно підібрана дієта зумовлює найвигідніший фон для застосування різноманітних терапевтичних засобів, посилює дію цих засобів або має лікувальний вплив. 
Профілактичне значення дієти полягає в тому, що вона сприяє швидшому одужанню, зменшує або унеможливлює загострення хронічного захворювання, затримує перехід гострих захворювань у хронічні, у рідких випадках є основним або єдиним методом впливу на захворювання.
Дієтичне харчування в медицині застосовують, як компонент лікування, або як щадні заходи для тієї, чи іншої системи органів. Дієтотерапія спрямована на покращення лікування або на якісну реабілітацію і/або одужання) хворих.

#### Столи за Певзнером
У лікувально-профілактичних та санаторно-курортних закладах використовували (до 2014 р) номерну систему дієт, яку розробив М. І. Певзнер для комплексного лікування різних захворювань. Деякі з них відомі у кількох варіантах (наприклад, № 7а, 7б, 7в, 7г). Даний тип поділу дієт у лікувальних закладах цілковито замінений поділом дієт за допомогою визначення індексу маси тіла, та за нормами харчування на одного хворого на день у відділеннях залежно від профілю:
- терапевтичні, хірургічні відділення
- у дитячих лікарнях та відділеннях
- на одну вагітну жінку для пологових відділень
- на одну породіллю для пологових відділень
- для онкологічної лікарні (відділення)
- для гастроентерологічного відділення.[4]

Дієта за Певзнером — система дієт по групах захворювань, розроблена терапевтом М. І. Певзнером у 1920-х роках.
За наказом МОЗУ № 931 від 2013 року система дієт за Певзнером (столи за номером) не є обов'язковою у закладах охорони здоров'я.
Загальна характеристика:
| Дієта     | Покази |
| --------- | --- |
| Стіл № 1  | Затихання загострення виразкової хвороби, протягом 6-12 місяців після загострення, гастрити з підвищеною кислотністю                                                      |
| Стіл № 1а | Перші 3-7 днів загострення виразкової хвороби шлунку та 12-палої кишки, загострення хронічного гастриту з підвищеною кислотністю, опік шлунку та стравоходу               |
| Стіл № 1б | Другий тиждень загострення виразкової хвороби шлунку та 12-палої кишки, хронічного гастриту.                                                                              |
| Стіл № 2  | Хронічні гастрити зі зниженою кислотністю, хронічні коліти (поза загостреннями)                                                                                           |
| Стіл № 3  | Атонічні закрепи |
| Стіл № 4  | Гострі захворювання кишківника і загострення в період проносу, що триває                                                                                                  |
| Стіл № 4а | Коліти з переважанням процесів бродіння |
| Стіл № 4б | Хронічні коліти в стадії затухаючого загострення |
| Стіл № 4в | Гострі захворювання в період одужання як перехід до раціонального харчування; хронічні захворювання кишківника в період затухання загострення, а також поза загостреннями |
| Стіл № 5  | Захворювання печінки, жовчного міхура, жовчовидільних шляхів поза стадією загострення                                                                                     |
| Стіл № 5а | Хронічні панкреатити |
| Стіл № 6  | Подагра, сечокам'яна хворобо з відходженням каміння, що складається переважно з уратів                                                                                    |
| Стіл № 7  | Хронічні захворювання нирок з відсутністю проявів хронічної ниркової недостатності                                                                                        |
| Стіл № 7а | Гострі ниркові захворювання (нефрит гострий чи його загострення) |
| Стіл № 7б | Затухання гострого запального процесу в нирках |
| Стіл № 8  | Ожиріння як основне захворювання чи супутнє при інших хворобах, які не потребують спеціальних дієт                                                                        |
| Стіл № 9  | Цукровий діабет середнього чи легкого ступеня |
| Стіл № 10 | Захворювання серцево-судинної системи з недостатністю кровообігу І-ІІА ступеню                                                                                            |
| Стіл № 11 | Туберкульоз легень, кісток, лімфатичних вузлів, суглобів при нерізкому загостренні чи затуханні, виснаження після інфекційних захворювань, операцій, травм                |
| Стіл № 12 | Функціональні захворювання нервової системи |
| Стіл № 13 | Гострі інфекційні захворювання |
| Стіл № 14 | Сечокам'яна хвороба (фосфатурія) |
| Стіл № 15 | Різні захворювання, що не потребують спеціальних лікувальних дієт |

### Популярні дієти
Популярні дієти виникли як частина масової культури. 
Існують потенційні небезпеки дієт як методу схуднення  :
- Індивідуальна непереносимість.
- Адаптація організму. Якщо дієта застосовується занадто довго, організм звикає до нового режиму харчування, як наслідок — гальмування темпів зниження маси тіла або припинення схуднення.
- Потенційна шкода для здоров'я, особливо якщо продукти не містять білок, мінерали та харчові волокна.
- Дієти не формують навички раціонального харчування.

Популярні дієти іноді називають за місцем виникнення, авторством, принципом або продуктом, що лежить в основі, їхньою тривалістю, цільовою групою, метою тощо.

### Порівняння немедичних дієт

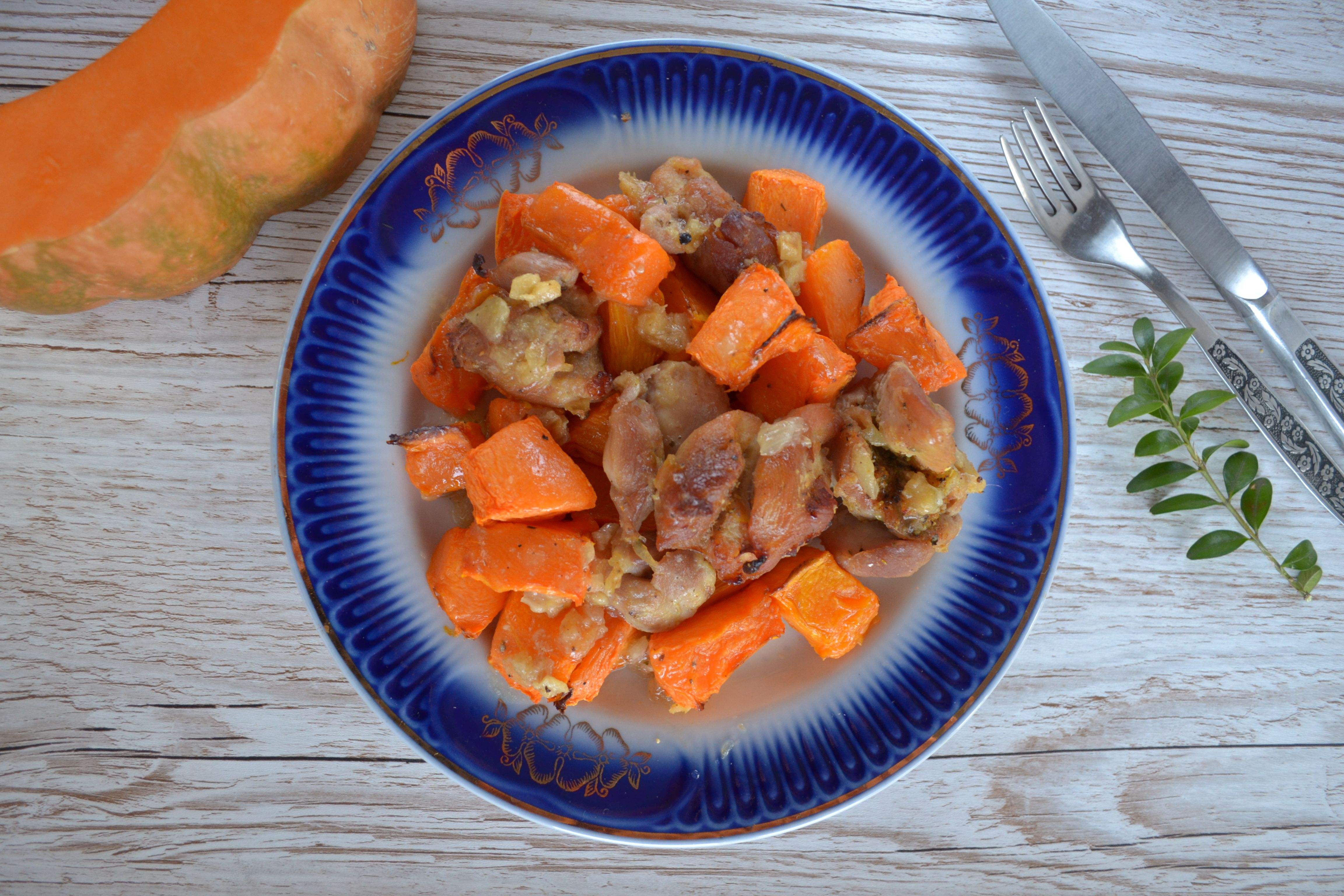
Печений гарбуз з куркою

Згідно з проведеними у 2018 році дослідженнями, науковцями виявлено наступне: звичайні низькокалорійні дієти безпечні, здорові та помірно ефективні. Доказів, що підтверджують перевагу дієт з низьким вмістом жирів над іншими дієтичними програмами, у тому числі з високим вмістом жирів, аналогічної інтенсивності для досягнення довгострокової втрати ваги та підтримки ваги не виявлено.
Низьковуглеводні дієти ефективні та корисні в короткостроковій перспективі, але довгострокове дотримання режиму зі зниженим вмістом вуглеводів є проблемою. Подібні схеми харчування, які використовуються на тривалих часових інтервалах, можуть нести деякі ризики для здоров'я. Однак багато залежить від вмісту в них поживних речовин, а також стану здоров'я людини та профілю факторів ризику.
Дієти з високим вмістом білка краще за інших сприяють насиченню і запобігають втрати м'язової маси, у тому числі і за віком. Але також можуть бути важкими для дотримання в довгостроковій перспективі і потенційно небезпечні для підгруп пацієнтів з порушенням функції нирок або іншими проблемами зі здоров'ям.
Середземноморська дієта ефективна у схудненні, як і дієти з низьким вмістом вуглеводів. Ця дієта корисна при ревматичних хворобах, оскільки сприяє зменшенню навантаження на суглоби.
Періодична дієти (інтервальне голодування) багатообіцяльні, але довгострокові дані про їхню безпеку та ефективність відсутні, а оптимальна схема та ступінь обмеження енергії залишаються суперечливими. 
Відносно питання про те, що важливіше — якість або кількість нутрієнтів, які використовуються в конкретному режимі харчування, то найбільш ефективною стратегією для досягнення довгострокової втрати ваги та хорошого здоров'я є перехід до здорового режиму харчування, який вимагає дисципліни, терпіння та зміну звичного способу життя.

## Табу їжі в деяких культурах
У деяких спільнотах склалися певні традиції харчування, які мають ті чи інші обмеження - табу у вживанні їжі. У таблиці наведені типові варіанти заборон або обмежень на різні продукти.
| Тип харчування                               | М'ясоїдність | Всеїдність | Веганська їжа | Вегетаріанська їжа | Халяль (іслам) | Кошерна їжа (юдаїзм) |
| Рослинна їжа — овочі и фрукти, горіхи, злаки |              |            |               |                    |                |                      |
| М'ясо птиці                                  |              |            |               |                    |                |                      |
| Риба (яка має луску)                         |              |            |               |                    |                |                      |
| Морепродукти (окрім риби)                    |              |            |               |                    |                |                      |
| Яловичина                                    |              |            |               |                    |                |                      |
| Свинина                                      |              |            |               |                    |                |                      |
| Молочні продукти                             |              |            |               |                    |                |                      |